# Naturschutzgebiet Oberes Diemeltal

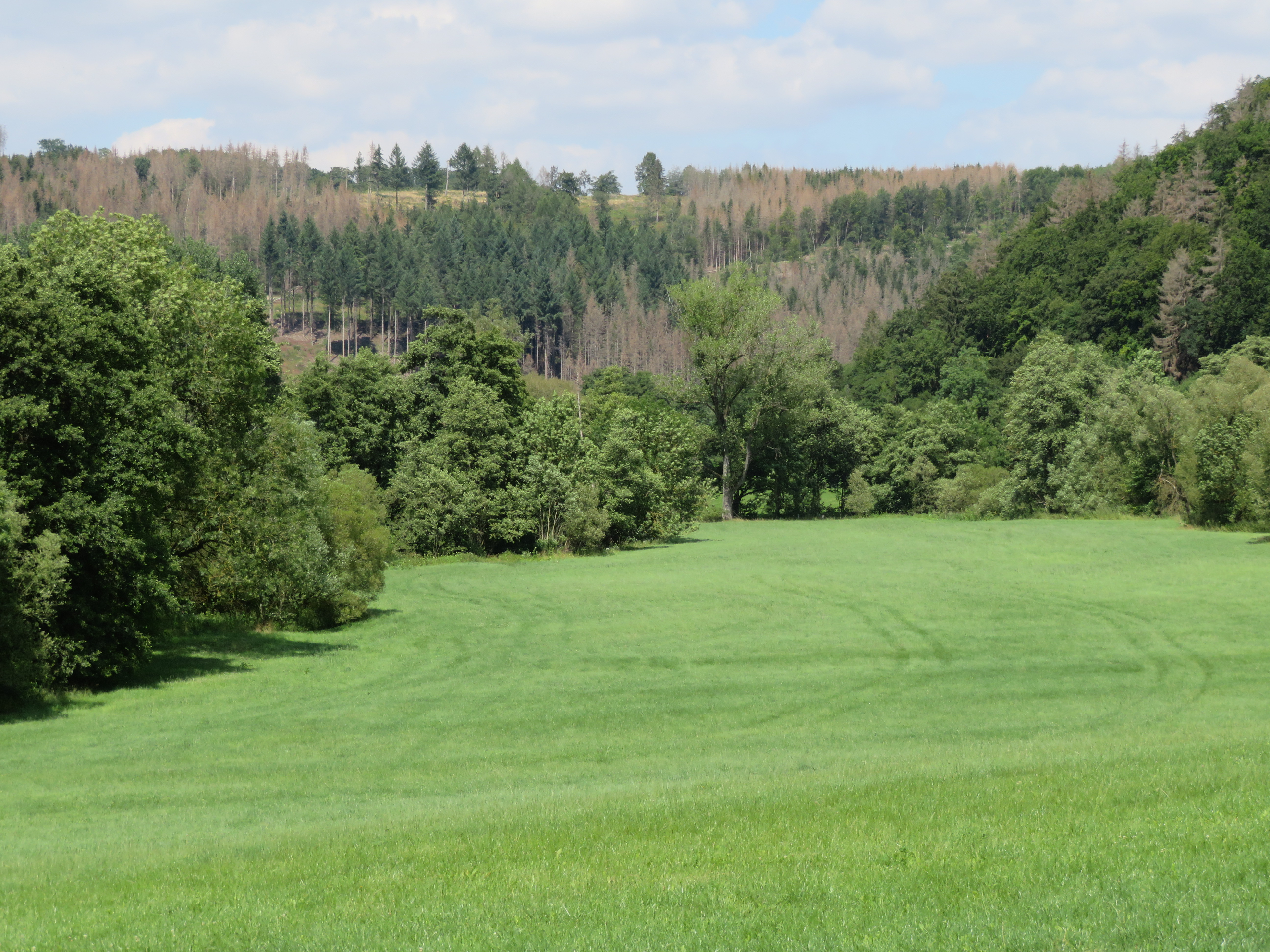
Naturschutzgebiet Oberes Diemeltal

Das Naturschutzgebiet Oberes Diemeltal mit einer Größe von 187 ha liegt östlich des Ausgleichsbeckens des Diemelsees bei Helminghausen bis zur Wepa Papierfabrik nördlich von Giershagen im Stadtgebiet von Marsberg im Hochsauerlandkreis. Dort schließt sich direkt das Naturschutzgebiet Unteres Diemeltal an. Das Gebiet wurde 2001 mit dem Landschaftsplan Hoppecketal durch den Hochsauerlandkreis als Naturschutzgebiet (NSG) ausgewiesen. Das NSG gehört seit 2004 zum FFH-Gebiet Gewässersystem Diemel und Hoppecke (DE 4617-302) mit 588 ha Größe. Das NSG gehört seit 2023 zum Vogelschutzgebiet Diemel- und Hoppecketal mit angrenzenden Wäldern.

## Gebietsbeschreibung
Beim NSG handelt es sich um den Fluss Diemel mit seiner unbebauten Flussaue in diesem Bereich. Auch Teile von Nebenflüssen der Diemel, insbesondere die Rhene, wurden ins NSG einbezogen.

## Schutzzweck
Das NSG soll die Diemel und seine Aue schützen. Wie bei allen Naturschutzgebieten in Deutschland wurde in der Schutzausweisung darauf hingewiesen, dass das Gebiet „wegen der Seltenheit, besonderen Eigenart und Schönheit des Gebietes“ zum Naturschutzgebiet wurde.

## Beeinträchtigungen des NSG
Im August 2018 wurde Goldsucher bei goldwaschen in der Diemel im NSG westlich der Wepa Papierfabrik entdeckt. Die Untere Naturschutzbehörde des Kreises (UNB) wurde vom Verein für Natur- und Vogelschutz im Hochsauerlandkreis (VNV) informiert, um diese illegale Tätigkeit zu beenden. Nordöstlich der Wepa Papierfabrik wurden Ende Oktober oder Anfang November große Mengen Getreideschrot in einen Teich, den dortigen Erlenwald bzw. in die Wiese und Gebüsch als Wildfütterung abgekippt. Mit der Wildfütterung wollten Jäger Wildenten und Wildschweine anlocken, um diese zu schießen. In diesem Bereich wurden in den Vorjahren auch immer wieder Gehölze gefällt und zurückgeschnitten um freies Schussfeld von einem Hochsitz zu bekommen. Der VNV informierte die Untere Naturschutzbehörde über die Missstände im NSG. Zwischen Helminghausen und Padberg wurde Ende 2018 ein asphaltierter Feldweg erneuert und der Aushub des alten Weges mit dem Asphalt in den angrenzenden Wald, in eine Feuchtwiese und an die Diemel gekippt. Dadurch wurden der Lebensraum von Pflanzen wie Gelber Eisenhut und Blauer Eisenhut vernichtet. Der VNV informierte die Untere Naturschutzbehörde über die Missstände im NSG.

## Naturschutzmaßnahmen im NSG
Seit 2020 laufen Renaturierungsmaßnahmen im NSG. Dabei wurden 2020 beispielsweise zwei Nebengerinne unterstromig wieder an die Dimel angeschlossen. 2021 entfernte man in kurzen Bereichen die Uferbefestigungen und legte größere Steine der Uferbefestigung als Strömungslenker in die Diemel.